# Чаплыгино (Московская область)
Чаплыгино — деревня в составе Фединского сельского поселения Воскресенского района Московской области. Население — 10 чел. (2010).

## История
В селе была Церковь Рождества Пресвятой Богородицы, построенная на средства М. Иванчина-Писарева в конце XVIII века. Разобрана на дрова в 1942 году.
В 2010 году воссоздан новый образ этого храма, но уже из камня. Храм не достроен и нуждается в восстановлении. Храмовая икона написана, освящена в этом же году и находится в соседнем храме с левой стороны иконастаса.
До 1929 года Чаплыгино было центром одноимённой волости, а до 1939 — одноимённого сельсовета.

## Население
| 1926 | 2002 | 2010 |
| ---- | ---- | ---- |
| 217  | ↘4   | ↗10  |

## Известные уроженцы и жители
- Зачатейский, Илья Александрович — святой Русской православной церкви, причислен к лику святых как священномученик для общецерковного почитания постановлением Священного Синода Русской Православной Церкви от 26 декабря 2001 года.